# دوردي دوريتش
دوردي دوريتش (بالصربية: Ђорђе Ђурић)‏ هو لاعب كرة قدم صربي في مركز الدفاع، ولد في 10 أغسطس 1991 في بلغراد في صربيا. لعب مع النجم الأحمر بلغراد وراد بيوغراد وسبارتاك سوبتيتسا ونادي بودابست ونادي تشوكاريتشكي ونادي رودار بليفليا.

## وصلات خارجية
- دوردي دوريتش على موقع قاعدة بيانات كرة القدم.إي يو (الإنجليزية)
- دوردي دوريتش على موقع Soccerbase.com (لاعب) (الإنجليزية)
- دوردي دوريتش على موقع Soccerway.com (الإنجليزية)
- دوردي دوريتش على موقع عالم كرة القدم.نت (الإنجليزية)